# Історична геологія
Історична геологія — наука, що вивчає історію і закономірності геологічного розвитку Землі.
Завдання історичної геології:
- реконструкція і систематизація етапів розвитку земної кори і біосфери,

- встановлення загальних закономірностей розвитку Землі і рушійних сил історико-геол. процесу.

Історична геологія встановлює послідовність утворення гірських порід, вивчає етапи розвитку органічного світу, закономірності прояву у часі різних геологічних процесів; умови утворення корисних копалин тощо.
Спирається на дані стратиграфії, палеонтології, літології, петрології, геохімії, тектоніки, регіональної геології і геофізики.
Основні області дослідження історичної геології:
- вік геологічних тіл, фізико-географічні умови земної поверхні в геологічному минулому,

- тектонічні рухи і історія розвитку структури земної кори,

- історія вулканізму і глибинного магматизму,

- історія органічного світу,

- взаємозв'язок геологічних процесів.

Виникла на початку XIX ст. на основі використання палеонтологічного методу.